# Erik Levin
Erik Levin, född 30 november 1899 i Göteborg, död 19 oktober 1960, var en svensk fotbollsspelare (försvarare) och en av de första svenskarna som blev utlandsproffs i USA.
Levin inledde sin karriär i IFK Göteborg, men spelade mestadels vänskapsmatcher för klubben innan han i början av 1920-talet emigrerade till USA tillsammans med lagkamraten och vännen Herbert "Murren" Carlsson. Han spelade även två landskamper för det svenska landslaget.